# Nepalesischer Hanuman-Langur
Der Nepalesische Hanuman-Langur (Semnopithecus schistaceus) ist eine Primatenart aus der Gruppe der Schlankaffen und ist eine der sechs Arten, in die die Untergattung Hanuman-Languren innerhalb der Gattung der Indischen Languren (Semnopithecus), in jüngeren Systematiken aufgeteilt wird.

## Merkmale
Der Nepalesische Hanuman-Langur ist, verglichen mit anderen Vertretern seiner Gattung, relativ groß und dunkel, gleichen den anderen Arten aber im schlanken Körperbau mit dem langen Schwanz. Bei einer Untersuchung, bei der allerdings nicht zwischen Nepalesischen Hanuman-Languren und Tarai-Hanuman-Languren (S. hector) unterschieden wurde, hatten die Tiere Kopf-Rumpf-Längen von 58 bis 76 cm, einen 75 bis 99 cm langen Schwanz und wogen im Durchschnitt 17 kg. Der Rücken, die Gliedmaßen und der Schwanz sind graubraun, das übrige Fell gelblich-weiß gefärbt. Das Gesicht ist dunkel und unbehaart, wie alle Hanuman-Languren sind sie schlanke, langschwänzige Tiere.

## Lebensweise

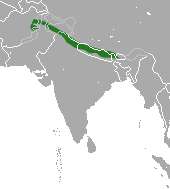
Verbreitungsgebiet des Nepalesischen Hanuman-Languren

Diese Primaten sind am Fuß des Himalayas im nördlichen Pakistan, im nördlichen Indien, Nepal, Bhutan und dem südöstlichen Tibet verbreitet, kommen eventuell auch im östlichen Afghanistan vor. Ihr Lebensraum sind Wälder, sowohl subtropische als auch Gebirgswälder bis in 4733 Meter Seehöhe. Sie leben aber auch in der Nähe des Menschen, etwa in Gärten und Dörfern.
Sie sind wie alle Hanuman-Languren tagaktiv und halten sich sowohl in den Bäumen als auch am Boden auf. Sie leben in Gruppen, dies sind zum Teil gemischte Gruppen aus mehreren Männchen und Weibchen, daneben sind auch reine Männchengruppen zu beobachten. Sie sind Pflanzenfresser, die sich von Blättern, Früchten, Zapfen und Rinde ernähren. (Näheres siehe unter Lebensweise der Hanuman-Languren.)
Die größte Bedrohung für diese Primaten stellt der Lebensraumverlust durch Waldrodungen dar, aufgrund ihres großen Verbreitungsgebietes zählen sie aber nicht zu den bedrohten Arten.

## Belege
1. ↑  
D. Zinner, G. H. Fickenscher & C. Roos: Family Cercopithecidae (Old World monkeys). Seite 735 in Russell A. Mittermeier, Anthony B. Rylands & Don E. Wilson: Handbook of the Mammals of the World: Primates: 3. ISBN 978-8496553897
2. ↑  
Riaz Aziz Minhas, Usman Ali, Muhammad Siddique Awan, Khawaja Basharat Ahmed, Muhammad Nasim Khan, Naeem Iftikhar Dar, Qamar Zaman Qamar, Hassan Ali, Cyril C. Grueter, Yamato Tsuji: Ranging and foraging of Himalayan grey langurs (Semnopithecus ajax) in Machiara National Park, Pakistan. Primates. 2013 April;54(2):147-52. DOI: 10.1007/s10329-013-0345-7